# Euophrys talassica
Euophrys talassica là một loài nhện trong họ Salticidae.
Loài này thuộc chi Euophrys. Euophrys talassica được Dmitri Viktorovich Logunov miêu tả năm 1997.